# Personaggi di Maigret
Nei romanzi e nei racconti di Georges Simenon che hanno per protagonista il Commissario Maigret appaiono alcuni personaggi che si ritrovano in molte delle opere dedicate dall'autore al famoso commissario di polizia giudiziaria.

## Vita lavorativa
Ispettore Lucas
Appare sin da Pietro il Lettone, primo romanzo con protagonista il commissario. Sempre pronto ai pedinamenti e agli ordini impartiti dal capo, è uno dei più fedeli collaboratori di Maigret. Tenta goffamente di imitare lo stile del commissario e come lui fuma la pipa. Uno dei rari riferimenti al suo aspetto fisico si ha in Maigret si sbaglia (1953), nel quale si fa cenno al fatto che Lucas ha le gambe piuttosto corte. In alcuni romanzi, come in Il mistero del crocevia e Il viaggiatore di terza classe e nei racconti Peine de mort e La Fenêtre ouverte (entrambi del 1936), l'ispettore viene presentato col grado di brigadiere. In Maigret e l'affittacamere, Maigret lo descrive come il suo "braccio destro", e certamente gli è affezionato, al punto che, nello stesso romanzo, si dice che "Maigret lo chiamava spesso "figliolo", benché non vi fossero che dieci o dodici anni fra i due", ma quando è arrabbiato arriva anche a dargli dell'imbecille: accade ad esempio in Maigret e la chiromante, quando l'ispettore utilizza di sua iniziativa un travestimento, cosa che Maigret non sopporta, mentre per Lucas i travestimenti sono "l'unico divertimento". Nel racconto Mademoiselle Berthe et son amant (L'amico della signorina Berthe) si accenna al fatto che Lucas sia stato ucciso in servizio poco prima del ritiro in pensione di Maigret, anche se in quasi tutti i romanzi scritti successivamente, Simenon torna a riproporre Lucas come uno dei collaboratori più stretti del commissario. Lucas indaga anche in Il sorcio, e in L'uomo che guardava passare i treni, romanzi del 1938 nei quali però Maigret non compare (i romanzi appartengono infatti al periodo nel quale Simenon aveva intenzione di mettere da parte il suo celebre commissario) e lo stesso Lucas nel frattempo è stato promosso al grado di commissario. Anche nel romanzo La collera di Maigret, del 1947, si trova che è Lucas ad aver preso il posto di Maigret dopo il pensionamento di quest'ultimo. 
Ispettore Janvier
Albert Janvier è l'ispettore più anziano della squadra di Maigret: preciso, attento e preparato, conosce a tal punto il modo di agire del commissario che spesso lo anticipa nelle indagini: nel romanzo Maigret si diverte si dice infatti che "aveva vent'anni meno del commissario, ma lo aveva seguito nella maggior parte delle sue inchieste e conosceva i suoi metodi meglio di chiunque altro". Non a caso il commissario Maigret lo designa come suo erede al comando della squadra omicidi, e in Maigret e l'uomo solitario viene detto che è l'unico ispettore a cui Maigret dà regolarmente del tu. In Maigret e l'affittacamere Janvier viene gravemente ferito durante un appostamento. Nel romanzo La ragazza di Maigret l'ispettore viene descritto come "un rosso alto", mentre in Maigret è solo e anche in Maigret e il vagabondo si fa cenno al fatto che l'ispettore, sposato, "aveva appena avuto il quarto figlio".
Ispettore Torrence
L'ispettore Joseph Torrence è un uomo molto robusto alla maniera di Maigret. Viene ucciso nel primo romanzo dedicato a Maigret, Pietr-le-Letton, ma riappare nei romanzi e nei racconti successivi, anche in senso temporale. Descritto quasi sempre come ispettore di poche parole e di sostanza, anche se in Maigret e l'uomo solitario viene definito come "il più ciarliero della Polizia Giudiziaria", quando fiuta una pista "la segue con l'ostinazione di un cane da caccia". Torrence è anche protagonista di una serie di racconti del 1938 nei quali indaga in qualità di investigatore privato, titolare dell'Agenzia O, salvo poi ritrovarlo di nuovo nelle vesti di ispettore della polizia giudiziaria nelle successive inchieste del commissario Maigret, che Simenon riprenderà a scrivere a partire dagli anni quaranta.
Ispettore Lapointe
Simenon in moltissime occasioni usa l'appellativo il giovane (o il piccolo) nei confronti dell'ispettore Lapointe. Egli è infatti l'ultimo acquisto della Brigata speciale diretta dal commissario Maigret. Considerata la sua minima anzianità lavorativa gli toccano i compiti più rognosi, che gli ispettori più anziani non vogliono fare. Nonostante ciò, negli anni di collaborazione con Maigret, si rivela un ottimo ispettore, preciso e devoto nei confronti di Maigret, è il più veloce a stenografare e trascrivere i rapporti, è quello che riesce a cavarsela meglio quando si tratta di interrogare donne di una certa età, e il suo impeto giovanile diverte il commissario. Appare per la prima volta nel romanzo L'amica della signora Maigret, nel quale, in un colloquio con Maigret, gli confida che ha 24 anni, che proviene da una modesta famiglia di Meulan, e che essendo celibe vive a Parigi con una sorella minore. Nei successivi romanzi Lapointe prenderà parte a trentasette inchieste condotte da Maigret. Simenon, che non ha mai amato i nomi di battesimo per i suoi personaggi principali, darà un nome a Lapointe, Albert, e solo per il romanzo Maigret al night-club.
Ispettore Lognon
L'ispettore Lognon non fa parte della squadra di Maigret, è in servizio in un commissariato di quartiere, ma appare in modo costante nei romanzi dedicati al commissario. Il suo è il ruolo del lamentoso, è infatti famoso nell'ambiente della polizia parigina come il Lagnoso. In alcuni romanzi si fa riferimento agli appellativi con cui viene soprannominato nell'ambiente della polizia: il malgracieux (scortese) per il suo carattere un po' scostante, o anche malchanceux (sfortunato), per la sua aria dimessa e la fama di perdente (non riesce fra l'altro a far carriera in polizia). È sposato con una donna di nome Solange (Maigret e il fantasma) costantemente afflitta da malanni e acciacchi, che scarica sul marito le sue frustrazioni e incolpa Maigret del fatto che il marito non abbia fatto carriera in polizia. Maigret è personalmente legato a Lognon, ma non ne condivide i metodi di indagine e il suo atteggiamento di autocompatimento. L'ispettore Lognon è co-protagonista in ben tre romanzi, Maigret, Lognon e i gangster, Maigret e la giovane morta, Il sorcio e un racconto, Maigret et l'Inspecteur Malgracieux. Nel romanzo Maigret e il fantasma, il Lagnoso viene gravemente ferito da un'arma da fuoco e il commissario Maigret indaga sulle circostanze che hanno portato al ferimento di Lognon.
Il nipote Lauer
Nel romanzo Maigret compare un nipote di Maigret, Philippe Lauer, per l'esattezza figlio di una sorella della signora Maigret. Anch'egli poliziotto, ha iniziato a lavorare al Quai des Orfevres proprio con la squadra del più famoso zio, il quale però, è ormai in pensione. Tuttavia, nonostante grande impegno e ostinazione, Lauer dimostra di non essere all'altezza del suo celebre zio, tanto che, dopo la disavventura nella quale si trova invischiato nel romanzo Maigret, decide di rinunciare alla carriera in polizia giudiziaria e di tornare in Alsazia. Anche nel racconto Mademoiselle Berthe et son amant (L'amico della signorina Berthe) compare un nipote di Maigret ispettore di polizia a Parigi, ma con il nome di Jérôme Lacroix, mentre nel racconto Jeumont, 51 minuti di fermata compare un altro nipote, Paul Vinchon, detto Popaul, ispettore alla frontiera belga, a Jeumont. Non è chiaro se, nelle intenzioni di Simenon, la figura del nipote poliziotto fosse sempre la stessa pur attribuendogli, nelle tre diverse opere, i diversi nomi di Philippe Lauer, Jérôme Lacroix e Paul Vinchon, sopra citati.
Altri ispettori
Saltuariamente, solo in alcune inchieste, compaiono altri ispettori che fanno parte della squadra di Maigret: Lourtie, Jerome, Bonfils, Dufour, Neveu, Vacher, Jussieu, Baron, Dupeu, Dubonnet, Rondonnet, personaggi ai quali però Simenon, di volta in volta, dedica solo pochi cenni. Nelle inchieste che coinvolgono personaggi provenienti o originari della Costa Azzurra, Maigret si avvale talvolta della collaborazione del commissario Bastiani, della polizia di Nizza. In alcuni romanzi, come Maigret e il fantasma, compare anche Mr.Pyke, un ispettore inglese di Scotland Yard, al quale Maigret chiede collaborazione o informazioni riguardanti personaggi inglesi coinvolti nelle sue inchieste. In La rivoltella di Maigret il commissario, dovendo concludere la sua inchiesta a Londra si trova a collaborare direttamente con Mr. Pyke. Sempre ne La rivoltella di Maigret, compare il giovane agente Emile Lebraz che, telefonicamente, dà a Maigret un'informazione che si rivelerà decisiva nell'inchiesta fino a quel momento arrivata ad un punto morto. L'apprezzamento del commissario lascia pensare ad una ripresa, in altri romanzi, del personaggio del giovane Lebraz, ma questa sarà la sua unica apparizione.
Un altro personaggio che più volte compare nelle inchieste è Joseph, l'usciere del Quai des Orfèvres, spesso indicato come "il vecchio Joseph", dato che da moltissimi anni presta il suo servizio negli uffici della polizia parigina.
Amadieu, il successore
Nel già citato romanzo Maigret, del 1934, che vede protagonista il commissario Maigret ormai in pensione, costretto a condurre una indagine in forma privata per togliere dai guai il nipote poliziotto, si trova che è il commissario Amadieu ad aver preso il posto di Maigret al Quai des Orfevres dopo il suo pensionamento. Dai metodi e dal carattere molto diversi dal suo predecessore, Amadieu inizialmente dimostra persino una certa ostilità nei confronti di Maigret, salvo poi convincersi a collaborare con lui, grazie anche alle pressioni del Direttore della Polizia giudiziaria, dimostrandosi in fondo meno duro rispetto alle apparenze.
Tuttavia, in La collera di Maigret, del 1947, altro romanzo che vede Maigret già in pensione, si trova che è il suo ex ispettore Lucas ad aver preso il suo posto dopo il pensionamento, al punto da aver occupato anche la stanza e la scrivania che erano state quelle di Maigret. 
Giudice Coméliau
Il giudice Ernest Coméliau è da sempre a capo della Procura. In pratica è il capo del commissario Maigret, il vero antagonista del nostro, definito "il magistrato più conformista e più pignolo della Procura". In Ben tornato, Maigret vi è una battuta che sintetizza la scarsa simpatia che il commissario ha nei confronti del magistrato: "«Andiamo a sentire cosa vuole la vecchia scimmia» sbuffò Maigret che non aveva mai potuto soffrire il giudice Coméliau". In particolare, Maigret non condivide l'alterigia e la distanza che il magistrato mantiene rispetto alle realtà dei quartieri parigini nei quali si indaga, tanto che nel medesimo romanzo, riferendosi ancora a Coméliau, Maigret pensa: "Com’è possibile che una persona che non ha mai messo piede in un bistrò né in una sala di corse né ha mai frequentato un ippodromo possa ritenersi capace di leggere nell’anima di un criminale?". Tuttavia, nonostante le differenti vedute su indagini e procedure giudiziarie, il rapporto fra i due è comunque sempre improntato sul reciproco rispetto. In Maigret e l'uomo solitario, ambientato nel 1965, si fa cenno al fatto che a quell'epoca il giudice era già morto, mentre doveva essere sicuramente già in servizio nel 1946.
Dottor Paul
Il dottor Paul è il medico legale del Quai des Orfévres. Famosi sono i suoi rapporti asciutti, come i suoi modi di interagire coi colleghi. Il dottor Paul è un personaggio realmente esistito: anatomopatologo della polizia parigina negli anni cinquanta, buontempone e amico di Simenon. Il dottor Paul continuerà ad eseguire autopsie fino all'età di settantasei anni, quando morirà. Nella finzione, verrà sostituito da diversi altri dottori: il dottor Tudelle in Maigret e gli aristocratici, il dottor Collinet in Maigret e il libanese, il dottor Bourdet in Maigret e l'informatore.
Dottor Moers
Il dottor Moers è il capo della sezione scientifica della polizia giudiziaria. Estremamente scrupoloso, viene descritto come "alto e magro, col viso sempre serio, gli occhi timidi nascosti da spesse lenti". Lavora, con la sua sezione, nei sottotetti del Quai des Orfévres. Da molti colleghi è considerato la vera memoria storica della polizia parigina ed è una presenza costante al palazzo di giustizia dove le sue ricerche scientifiche si sono rilevate spesso determinanti nella risoluzione dei casi. Della sezione scientifica fa parte anche l'esperto di balistica Gastinne-Renette.

## Vita privata
La signora Maigret
La moglie di Maigret è una donna originaria dell'Alsazia, fedele al marito, è al suo fianco nei momenti in cui Maigret riesce, tra un'indagine e l'altra, a ritirarsi nel suo appartamento di Boulevard Richard-Lenoir. Anche quando questo capita nel cuore della notte, Maigret non fa mai in tempo ad aprire la porta di casa, che trova la moglie ad aspettarlo sulla soglia, accogliente e comprensiva. È un'ottima cuoca, sempre pronta a cucinare qualche buon piatto non appena il marito riesce a liberarsi dal suo impegno di lavoro. Nella finzione il personaggio si chiama Louise Léonard, nativa di Colmar, anche se nel racconto breve L'amoureux de Madame Maigret, viene chiamata Henriette, il nome della madre di Simenon. Tuttavia quasi sempre viene chiamata "signora Maigret" anche dal commissario stesso; piccolo vezzo che ha anche la signora, che è solita chiamare il marito "Maigret" anziché usare il nome di battesimo. In Les Mémoires de Maigret si scopre che ha sposato il commissario nel 1912, mentre in Maigret et l'homme du banc si viene a conoscenza del fatto che la coppia ha avuto una figlia, morta dopo pochi giorni di vita. In L'amie de Madame Maigret si sostituisce al marito nel ruolo dell'investigatore, ma anche in altre occasioni si presta per il marito in piccole commissioni che lo aiutano nelle sue indagini. In Maigret e il capellone imprudente si accenna al fatto che, poiché il commissario non guida l'auto, la signora Maigret si sia decisa, sebbene ormai non più giovane, a prendere la patente di guida principalmente per potersi talvolta recare con il marito nella loro casa di campagna, a Meung-sur-Loire nel Loiret; casa che la coppia frequenta solo nelle giornate libere, fino a che il commissario è in servizio, e nella quale si trasferiranno definitivamente (nel romanzo Maigret e nei racconti Il notaio di Châteauneuf, Quelli del Grand Café e L'amico della signorina Berthe) quando il commissario andrà in pensione.
I coniugi Pardon
I coniugi Pardon sono i soli amici dei coniugi Maigret, di cui i lettori sono a conoscenza. Una volta al mese le due coppie si incontrano per delle cenette a base di manicaretti cucinati dalle due donne. Con il dottor Pardon, suo medico di famiglia, suo coetaneo e forse l'unico amico personale, il commissario Maigret sente di avere una tacita intesa, un'affinità dettata non solo dal fatto che prima di entrare in polizia egli aveva iniziato gli studi di medicina, ma soprattutto per il fatto che avverte una vicinanza fra le loro due professioni, nel modo spesso intuitivo con cui devono approcciarsi alle loro indagini, che siano mediche o giudiziarie, nel fatto che spesso entrambi si trovano di fronte a verità umane drammatiche, e che a volte sono costretti a decidere del destino di un uomo. Il legame e le affinità tra i due sono delineati in Une confidence de Maigret.

## Ambientazioni e personaggi principali in ordine di apparizione
| Titolo originale                             | Titoli delle edizioni in italiano | Ambientazione | Protagonista | Altri personaggi |
| -------------------------------------------- | --- | --- | --- | --- |
| Pietr-le-Letton (1931)                       | - Pietro il Lettone - Maigret e il Lettone - Pietr il lettone                                                                                      | Parigi e Fécamp                                                                                                  | Pietr Johannson, 32 anni, detto Pietr-le-Letton, o il Lettone, conosciuto anche come Fédor Yourovitch, Oswald Oppenheim e Olaf Swaan; sposato come Olaf Swaan, due figli, prima vittima                      | - Hans Johannson, fratello gemello - Mortimer-Levingston, miliardario statunitense, seconda vittima - Berthe de Fécamp, amica di Hans, poi sposa di "Olaf Swaan" - Anna Gorskine, polacca, ma nata a Odessa, residente a Parigi, amante di Hans - Joseph Torrence, ispettore di polizia, terza vittima |
| Le Charretier de La Providence (1931)        | - Il carrettiere della "Provvidenza" - Maigret si commuove - Il cavallante della "Providence"                                                      | Canali della Marne, soprattutto Dizy, vicino a Épernay e a Vitry-le-François                                     | Jean-Evariste Darchambaux, 55 anni, noto come Jean Liberge, carrettiere della chiatta o casa galleggiante chiamata "Provvidenza", tirata da cavalli lungo gli argini, già medico e galeotto, divorziato      | - Sir Walter Lampson, colonnello inglese in pensione, 68 anni - Mary Lampson, 40 anni, nata Célin Mornet, moglie del colonnello, in precedenza sposa di Darchambaux, prima vittima - Willy Marco, 25 anni, forse greco, celibe, uomo di fiducia del colonnello e amante di sua moglie, seconda vittima - Hortense Canelle, belga, sposa del proprietario della "Provvidenza" |
| Monsieur Gallet, décédé (1931)               | - Il signor Gallet, defunto - Maigret e il castellano - Il defunto Signor Gallet                                                                   | Sancerre, Saint-Fargeau (Seine-et-Marne), XVIII arrondissement di Parigi                                         | Émile Gallet, truffatore d'età matura, si fa passare per rappresentante di commercio, sposato con un figlio, vittima                                                                                         | - Aurore Gallet, nata Préjean, circa 50 anni, moglie della vittima - Henry Gallet, figlio della coppia, 25 anni, impiegato di banca a Parigi - Tiburce de Saint-Hilaire, castellano di Sancerre |
| Le Pendu de Saint-Pholien (1931)             | - Il viaggiatore di terza classe - Maigret e il viaggiatore di terza classe - L'impiccato di Saint-Pholien                                         | Brema, Reims, Parigi, Liegi                                                                                      | Jean Lecocq d'Arneville, noto come Louis Jeunet, belga, 32 anni, meccanico, sposato con un figlio, suicidia                                                                                                  | - Joseph Van Damme, agente commerciale tedesco, 32 anni - Jef Lombard, fotografo a Liegi - Maurice Belloir, vice direttore di banca a Reims - Gaston Janin, scultore a Parigi - Émile Klein, studente di 20 anni, "impiccato di Saint-Pholien" dieci anni prima del periodo dell'inchiesta - Willy Mortier, studente assassinato alla stessa epoca |
| La Tête d'un homme (1931)                    | - La testa di un uomo - Maigret e la vita di un uomo - Maigret e una vita in gioco - Una testa in gioco                                            | Parigi (principalmente un bar del XIV arrondissement), Saint-Cloud, Nandy (villaggio vicino a Morsang-sur-Orge). | Jean Radek, 25 anni, ceco, celibe, studente di medicina senza mezzi economici | - Mme Henderson, vedova statunitense, 74 anni, prima vittima - Sua cameriera, seconda vittima - William Crosby, nipote della signora Henderson, sposato, terza vittima - Joseph Heurtin, 27 anni, garzone di un fioraio |
| Le Chien jaune (1931)                        | - Il cane giallo - Maigret e il cane giallo | Concarneau | Ernest Michoux, circa 30 anni, medico che non pratica più per gestire un'impresa, divorziato senza figli, vive con la madre, vedova di un deputato                                                           | - Emma, 24 anni, nubile, cameriera all'Hôtel de l'Amiral - Léon Le Guérec, marinaio - Jean Goyart, ossia Jean Servières, giornalista, amico di Michoux - Inspecteur Leroy, 25 anni, collaboratore occasionale di Maigret |
| La Nuit du carrefour (1931)                  | - Il mistero del crocevia - Maigret e la casa delle tre vedove - Il Crocevia delle Tre Vedove                                                      | Incrocio nei pressi di Arpajon                                                                                   | Else Andersen, nata Bertha Krull, tedesca, circa 30 anni, in precedenza prostituta, sposata senza figli | - Carl Andersen, marito di Else, aristocratico danese - Émile Michonnet, agente di una compagnia di assicurazioni - Oscar, già pugile ora garagista |
| Un crime en Hollande (1931)                  | - Un delitto in Olanda - Maigret in Olanda | Delfzijl | Conrad Popinga, olandese, 42 anni, sposato senza figli, insegnante alla scuola navale, già capitano di lungo corso                                                                                           | - Liesbeth Popinga, moglie di Conrad, 45 anni - Any Van Elst, sorella di Liesbeth, avvocato, 25 anni - Jean Duclos, francese d'origine svizzera, professore di criminologia all'università di Nancy - Beetje Liewens, 18 anni, amante di Popinga - Liewens, padre di Beetje, proprietario terriero - Cornélius Barens, 18 anni, allievo della scuola navale - Oosting, detto Baes, marinaio, 50 anni |
| Au Rendez-Vous des Terre-Neuvas (1931)       | - Al Convegno dei Terranova - Maigret al "Convegno dei Terranova" - Maigret al convegno dei Terranova - All'Insegna di Terranova                   | Fécamp | Pierre Le Clinche, 19 anni, figlio di un pescatore, telegrafista a bordo dell'"Océan" | - Marie Léonnec, 21 anni, figlia di un ricco commerciante, fidanzata di Le Clinche - Octave Fallut, capitano dell"Océan", 55 anni, vittima - Adèle Noirhomme, prostituta di Le Havre, amante della vittima - Gaston Buzier, altro amante di Adèle |
| La Danseuse du Gai-Moulin (1931)             | - La danzatrice del "Gai-Moulin" - Maigret e la ballerina - Maigret e la ballerina del Gai-Moulin - La ballerina del Gai-Moulin                    | Liegi (prevalentemente il quartiere di Le Carré)                                                                 | Jean Chabot, belga, 16 anni, impiegato in uno studio notarile | - René Delfosse, liegese, 17 anni, studente - Adèle, francese, ballerina professionista al "Gai-Moulin" - Éphraïm Graphopoulos, figlio di un banchiere di Atene, vittima - Commissario Delvigne della polizia belga |
| La Guinguette à deux sous (1931)             | - L'osteria dei due soldi - Maigret e l'osteria dei due soldi - La balera da due soldi                                                             | Morsang-sur-Orge, Parigi                                                                                         | James, 30 anni, inglese, impiegato di banca, sposato senza figli | - Jean Lenoir, 24 anni, assassino, condannato a morte - Victor Gaillard, circa 25 anni - Marcel Basso, 35 anni, mercante di carbone, amico di James, amante di Mado, sposato, un figlio - Marcel Feinstein, 50 anni, camiciaio, sposato, vittima - Mado Feinstein, circa 30 anni, moglie di Marcel, amante di Marcel Basso, e in precedenza di James - Jacob Ephraïm Lévy, detto Ulrich, originario dell'Alta Slesia, rigattiere e usuraio, assassinato da James a 62 anni (6 anni fa) |
| L'Ombre chinoise (1932)                      | - L'ombra cinese - Maigret e l'ombra cinese | Parigi (Place des Vosges, Boulevard Haussmann e altre vie degli arrondissement IX e XVIII), Jeumont              | Raymond Couchet, 45 anni, direttore di laboratorio farmaceutico, sposato due volte, un figlio dal primo matrimonio, vittima                                                                                  | - Germaine Couchet, nata Dormoy, seconda moglie di Raymond - Edgar Martin, 55 anni, funzionario dell'anagrafe - Juliette Martin, sua moglie, circa 50 anni, divorziata in precedenza da Couchet - Roger Couchet, 25 anni, figlio di Raymond e Juliette, senza professione - Nine Moinard, amante di Raymond Couchet |
| L'Affaire Saint-Fiacre (1932)                | - L'affare Saint-Fiacre - Maigret e il caso Saint-Fiacre - Il caso Saint-Fiacre                                                                    | Saint-Fiacre, Moulins                                                                                            | Maurice de Saint-Fiacre, circa 30 anni, vive di rendita, celibe | - Contessa di Saint-Fiacre, 60 anni, vedova, madre di Maurice, vittima - Jean Métayer, 30 anni, segretario e amante della contessa - Tallier, avvocato a Bourges, difensore di Jean Métayer - Gautier, maggiordomo del castello di Saint-Fiacre, sposato - Émile Gautier, suo figlio, celibe, impiegato di banca a Moulins, già amante della contessa |
| Chez les Flamands (1932)                     | - La casa dei fiamminghi - Maigret nella casa dei Fiamminghi - Maigret e la casa dei Fiamminghi                                                    | Givet, Namur, Rue Poissonnière a Parigi (l'ultimo capitolo)                                                      | Anna Peeters, fiamminga, erborista, nubile | - Joseph, fratello di Anna Peeters, studente di giurisprudenza a Nancy - Maria, sua sorella, maestra a Namur presso il convento delle Orsoline - Signora Peeters, loro madre - Germaine Piedboeuf, amante di Joseph, da cui ha un figlio, vittima - Gérard, fratello di Germaine, impiegato, già amante di Anna - Marguerite Van de Weert, cugina dei Peeters e fidanzata di Joseph |
| Le Port des brumes (1932)                    | - Il porto delle nebbie - Maigret e il porto delle nebbie                                                                                          | Ouistreham, Caen, Parigi                                                                                         | Yves Joris, circa 50 anni, già capitano a riposo d'una compagnia marittima, a capo del porto di Ouistreham, vittima                                                                                          | - Raymond Grandmaison, noto come Jean Martineau, circa 50 anni, norvegese d'origine francese, celibe con un figlio - Ernest Grandmaison, circa 50 anni, cugino di Raymond, sindaco di Ouistreham, direttore di una compagnia di navigazione - Hélène Grandmaison, moglie di Ernest - Julie Legrand, circa 24 anni, domestica di Joris - Louis Legrand, detto Grand-Louis, fratello di Julie, ex-detenuto, marinaio |
| Le Fou de Bergerac (1932)                    | - Il pazzo di Bergerac - Maigret e il pazzo di Bergerac                                                                                            | Bergerac | Meyer, ossia Jacques Rivaud, medico, sposato, con una figlia naturale | - Leduc, amico ed ex collega di Maigret - Françoise Beausoleil, cognata e amante del protagonista - Duhourceau, 65 anni, procuratore della Repubblica a Bergerac - Samuel Meyer, detto "il pazzo di Bergerac", d'origine polacca, falsario di fama internazionale, padre del protagonista |
| Liberty Bar (1932)                           | - Liberty Bar - Maigret al Liberty Bar | Antibes, Cannes                                                                                                  | William Brown, australiano, vive da 17 anni in riviera con una rendita mensile, sposato e separato, tre figli, vittima                                                                                       | - Gina Martini, amante di Brown da una decina d'anni - madre di Gina - Jaja, proprietaria del Liberty Bar - Sylvie, 21 anni, passa per "figlioccia" di Brown, di fatto si prostituisce - Joseph Ambrosini, lavora al Casino di Cannes, protettore e amante di Sylvie - Harry Brown, circa 30 anni, figlio di William |
| L'Écluse nº 1 (1933)                         | - La chiusa n. 1 - Maigret e la chiusa n. 1 | Charenton-le-Pont, Parigi (lungo la Senna), Samois-sur-Seine                                                     | Émile Ducrau, età matura, armatore di chiatte da trasporto fluviale, sposato, un figlio e una figlia | - Gassin, vedovo, battelliere della "Toison d'Or", barca di Ducrau, vittima - Jean Ducrau, figlio di Émile, studente, amico di Aline, suicida - Aline, ufficialmente figlia di Gassin, in realtà di Ducrau, 18 anni, con qualche disturbo mentale, madre di un bimbo che passa per suo fratello - Bébért, aiuto-guardiano della chiusa, probabile padre del bimbo di Aline, vittima |
| Maigret (1934)                               | - Maigret - Maigret e il nipote ingenuo - Il nipote ingenuo                                                                                        | Casa di campagna di Maigret da qualche parte lungo la Loira (forse Meung-sur-Loire), IX arrondissement di Parigi | Germain Cageot, detto il "Notaire", 59 anni, celibe, già segretario di un notaio poi divenuto gangster, informatore della polizia e spacciatore di cocaina, proprietario di locali gestiti da prestanomi     | - Philippe Lauer, ispettore di polizia, nipote di Maigret (figlio della sorella di sua moglie) - Eugène Berniard, braccio destro di Cageot - Fernande Bosquet, tra i 25 e i 30 anni, prostituta - Pepito Palestrino, 29 anni, italiano, titolare del "Floria" (che in realtà appartiene a Cageot), vittima - Joseph Audiat, ex cameriere, testimone - Commissario Amadieu, successore di Maigret (ora in pensione) |
| L'Affaire du Boulevard Beaumarchais (1936)   | - Il caso del boulevard Beaumarchais - Il caso di boulevard Beaumarchais                                                                           | Parigi (Boulevard Beaumarchais)                                                                                  | Louise Voivin, originaria di Orléans, vittima | - Ferdinand, suo marito, commerciante in preziosi - Nicole Volvin, 18 anni, sorella di Louise e amante di Ferdinand |
| La Péniche aux deux pendus (1936)            | - La nave dei due impiccati - Maigret e la chiatta degli impiccati - Maigret pensa - La chiatta con i due impiccati - La chiatta dei due impiccati | Coudray (Eure)                                                                                                   | Arthur Aerts, proprietario di un battello-scuderia, vittima | - Emma, sua moglie, vittima - Émile Gradut, giovane del posto, amante di Emma |
| La Fenêtre ouverte (1936)                    | - La finestra aperta | II arrondissement di Parigi                                                                                      | Laget, poco oltre i 50 anni, proprietario della società "Le Commerce Français", vittima | - Descharneau, suo impiegato - creditori |
| Peine de mort (1936)                         | - Pena di morte | Parigi, Bruxelles                                                                                                | Jehan d'Oulmont, giovane benestante d'origine belga | - Adalbert d'Oulmont, suo zio, vittima - Sonia Lipchitz, amante di Jehan |
| Les Larmes de bougie (1936)                  | - Le lacrime di cera - Viaggio nel tempo | Vitry-aux-Loges e vicinanze                                                                                      | Marguerite Potru, 62 anni, vittima | - Amélie Potru, 65 anni, sorella di Marguerite - Marcel, figlio di Marguerite, boscaiolo - Yarko, detto Jugo, d'origine jugoslava, trasportatore di legname, ubriacone |
| Rue Pigalle (1936)                           | - Rue Pigalle - Il commissario Maigret indaga - Maigret in Rue Pigalle                                                                             | Parigi (Pigalle)                                                                                                 | Christiani, capo di una banda di corsi, noto a Maigret che l'ha fatto arrestare 10 anni prima. | - Lucien, suo complice, proprietario del ristorante "Chez Marina" - René Lecoeur, detto "il ragioniere", arruolato da Lucien - Fred, bandito dello stesso clan - Marina, moglie di Lucien - Julie, sguattera d'origine bretone - Niçois, bandito del clan dei marsigliesi - Pepito, altro bandito della stessa banda |
| Monsieur Lundi (1936)                        | - Il signor Lunedì | Neuilly-sur-Seine                                                                                                | Signor Lundi, vagabondo chiamato con il nome del giorno della settimana (lunedì) in cui si presenta da Barion                                                                                                | - Olga Boulanger, d'origine bretone, cameriera, vittima - Armand Barion, medico specialista pneumologo, dove lavorava Olga - Martin Vignolet, autista del medico, amante di Olga - Laurence Wilfur, donna inglese, innamorata del medico |
| Une erreur de Maigret (1937)                 | - Un errore di Maigret | Parigi, libreria d'antiquariato in rue Saint-Denis                                                               | Émilienne, commessa in libreria, vittima | - Eugène Labri, 45 anni, d'origine egiziana, padrone della libreria |
| Mademoiselle Berthe et son amant (1938)      | - La signorina Berta - L'amico della signorina Berthe - La signorina Berthe e il suo amante                                                        | Meung-sur-Loire, Parigi (Montmartre)                                                                             | M.lle Berthe, 28 anni, sarta, nipote dell'ispettore Lucas | - Albert Marcinelle, fidanzato della signorina Berthe - Luigino, giovane fratello di Berthe, vive di espedienti - Jérôme Lacroix, nipote di Maigret, poliziotto |
| Tempête sur la Manche (1938)                 | - Tempesta sulla Manica | Dieppe | Jeanne Fénard, cameriera alla pensione Otard, madre di un bimbo di 4 anni, vittima | - Mme Maigret, moglie del commissario - Irma, 15 anni, aiuto-cameriera - M.lle Otard, padrona della locanda - Gustave, detto "dente rotto", fidanzato di Jeanne, pescatore - John Miller, cliente inglese diretto a Newhaven - Jules Mosselet, circa 30 anni, cliente francese, proviene dal Cher, come Jeanne - Émilie Mosselet, circa 40 anni, moglie di Jules |
| Le Notaire de Châteauneuf (1938)             | - Il notaio di Châteauneuf - Maigret e le tre figlie del notaio - Maigret e gli avori scomparsi                                                    | Meung-sur-Loire                                                                                                  | Raoul Motte, notaio di Châteauneuf-sur-Loire | - Clotilde, 23 anni, figlia del notaio - Armande, 19 anni, figlia del notaio - Émilienne, 16 anni, figlia del notaio - Gérard Donavant, fidanzato di Armande, pittore, in realtà di cognome fa Gassin, ed è figlio di un noto truffatore ungherese - Jean Vidier, 28 anni, segretario del notaio |
| L'Improbable Monsieur Owen (1938)            | - L'enigmatico signor Owen | Cannes | M. Louis, portiere del palazzo | - Ernst Owen, console svedese - Germaine Devon, infermiera di Ernst Owen - M. Saft, studente polacco, amante di Germaine |
| Ceux du Grand-Café (1938)                    | - Quelli del Grand Café | Meung-sur-Loire                                                                                                  | Angèle, 20 anni, cameriera del bar | - Hubert, macellaio, sposato con un figlio, vittima - Urbain, veterinario, sindaco, proprietario del bar - Citroën, benzinaio, meccanico |
| L'Étoile du Nord (1938)                      | - La stella del Nord - Due giorni per Maigret - Assassinio all'Étoile du Nord                                                                      | Parigi (principalmente il X arrondissement)                                                                      | Céline Germain, 17 anni, cliente dell'albergo, viene da Orléans, in realtà si chiama Geneviève Blanchon ed è figlia di un famoso giudice                                                                     | - Georges Bompard, commesso viaggiatore, vittima - Joseph Dufieu, portiere di notte - Lucienne Houffroy, cameriera, già amante di Bompard - Ispettore Lucas |
| L'Auberge aux noyés (1938)                   | - L'albergo degli annegati - La locanda degli annegati - La Locanda degli Annegati                                                                 | Nemours, lungo la strada per Montargis                                                                           | Jacques Vertbois, sarto parigino, avventuriero | - Jean Lecoin, camionista - Justin Rozier, proprietario della locanda - Viviane La Pommeraye, 17 anni, innamorata di Vertbois - Germain de La Pommeraye, padre di Viviane, notaio a Versailles - Marthe Dorval, soprano, amante di Vertbois, vittima |
| Stan le tueur (1938)                         | - Stan lo sgozzatore - Stan l'assassino - Stan l'Assassino                                                                                         | IV arrondissement di Parigi                                                                                      | Stéphanie Polintskaïa, detta Olga Tzérewski, 28 anni, amante di Saft, vittima | - Boris Saft, detto "Barbu" - Sacha Vorontzov, detto "Borgne" - Michel Ozep, marito di Stéphanie, suicida - Ispettore Lucas - Ispettore Janvier |
| La Vieille Dame de Bayeux (1939)             | - La vecchia signora di Bayeux - Il caso della vecchia signora - Maigret e la vecchia signora di Bayeux                                            | Caen | Cécile Ledru, 28 anni | - Joséphine Croizier, vedova di Justin Crozier, 68 anni, viene da Bayeux, vittima - Philippe Deligeard, 44 anni, nipote di Joséphine - Dr. Liévin, medico di Caen, 27 anni |
| L'Amoureux de Madame Maigret (1939)          | - L'innamorato della Signora Maigret - L'ammiratore di Madame Maigret                                                                              | Parigi (Place des Vosges)                                                                                        | Straniero sulla panchina, 28 anni, truccato da vecchio, vittima | - Mme Maigret, moglie del commissario, qui chiamata Henriette - Boris Krofta, uomo d'affari, in realtà spia, vicino di casa dei Maigret - Rita, cameriera che lavora per Krofta - Lucien, locatario, finto pianista - Mme Lecuyer, portiera del fabbricato |
| L'Homme dans la rue (1940)                   | - Quattro giorni sempre a piedi - Il delitto di Bagatelle - Il prigioniero della strada                                                            | Parigi (intorno al Bois de Boulogne, Passy)                                                                      | Ernst Borms, medico viennese, abita a Neuilly-sur-Seine, vittima | - Stephan Strevzki, 34 anni, polacco (usa il falso nome di Nicolas Slaatkovitch) - Dora, ungherese, sua moglie - Ispettore Janvier - Ispettore Torrence |
| Vente à la bougie (1941)                     | - Ricostruire un delitto - Vendita all'asta | Nantes | Frédéric Michaux, noto come "Fred le Boxeur", quasi 50 anni, proprietario di albergo, vecchia conoscenza di Maigret                                                                                          | - Julia, passa per sua moglie - Thérèse, 18 anni, cameriera - Père Nicolas, pescatore, giocatore di carte - Gentil, doganiere, altro giocatore di carte - Borchain, ospite proveniente da Angoulême, vittima - Canut, ospite proveniente da Saint-Jean-d'Angély |
| Menaces de mort (1942)                       | - Minacce di morte | Parigi, Le Coudray-Montceaux                                                                                     | Émile Grosbois, milionario, commerciante di rottami | - Oscar Grosbois, fratello gemello di Émile - Françoise Paget, loro sorella più anziana - Éliane Paget, 18 anni, sua figlia - Henri Paget, 20 anni, figlio di Françoise, cocainomane - Babette, circa 40 anni, cameriera dei Paget, amante di Oscar |
| Les Caves du Majestic (1942)                 | - I sotterranei del Majestic - Maigret e il sergente maggiore                                                                                      | Parigi (hôtel Majestic in Avenue des Champs-Élysées), Saint-Cloud, Cannes                                        | Prosper Donge, circa 40 anni, capo del bar dell'albergo, celibe, con un figlio naturale | - Charlotte, amante di Donge, lavapiatti, ex-ballerina a Cannes - Émilienne Clark, detta Mimi, 28 o 29 anni, ex-entraîneuse a Cannes, vittima - Oswald Clark, suo marito, statunitense, industrial à Detroit - Jean Ramuel, 48 anni, contabile dell'hotel, a suo tempo falsario - Bonneau, giudice istruttore |
| La Maison du juge (1942)                     | - Maigret e la casa del giudice - La casa del giudice                                                                                              | L'Aiguillon, Versailles, Luçon                                                                                   | Forlacroix, circa 60 anni, giudice di pace in pensione, sposato, due figli | - Lise Forlacroix, circa 23 anni, figlia del giudice, ninfomane - Albert Forlacroix, circa 27 anni, allevatore di mitili, considerato figlio del giudice ma in realtà figlio di un'amante di sua moglie - Marcel Airaud, circa 25 anni, amante di Lise, pescatore - Émile Janin, 35 anni, psichiatra, vittima - Adine Hulot, detta Didine, 64 anni, abitante di L'Aiguillon |
| Cécile est morte (1942)                      | - Un'ombra su Maigret - Cécile è morta | Bourg-la-Reine, Parigi (quartiere della Bastille)                                                                | Cécile Pardon, 28 anni, nubile, senza professione, vittima | - Juliette Boynet, circa 50 anni, zia di Cécile, seconda vittima - Gérard Pardon, fratello di Cécile, senza professione - Charles Dandurand, 50 anni, consigliere di Juliette |
| Jeumont, 51 minutes d'arrêt (1944)           | - Jeumont, 51 minuti di fermata - Jeumont, 51 minuti di sosta!                                                                                     | Jeumont | Otto Braun, 58 anni, ricco banchiere ebreo di Stoccarda, vittima | - Paul Vinchon, detto Popaul, ispettore di polizia, nipote di Maigret (figlio della sorella di sua moglie) - Lena Leinbach, austriaca, viaggiatrice - Jef Bebelmans, acrobata di Anversa, complice - Thomas Hauke, signore distinto di Amburgo, complice - Adolphe Latérade, viaggiatore, di Lilla - Dott. Gellert, archeologo, viaggiatore di Colonia (Germania) |
| Signé Picpus (1944)                          | - Maigret e la chiromante - Maigret e l'affare Picpus - L'affare Picpus - Firmato Picpus                                                           | Parigi (prevalentemente il XVIII arrondissement)                                                                 | Octave Le Cloaguen, ovvero il vecchio Picard, 68 anni, medico di bordo in pensione, sposato, clochard | - Antoinette Le Cloaguen, circa 50 anni, sua moglie - Marie Picard, detta Mlle Jeanne, circa 40 anni, figlia del vecchio Picard, chiromante, vittima - Émile Blaise, truffatore - Joseph Mascouvin, impiegato d'agenzia immobiliare - Ispettore Lucas |
| Félicie est là (1944)                        | - La ragazza di Maigret - Félicie | Poissy, Parigi (quartieri di Pigalle e Ternes)                                                                   | Félicie, 24 anni, nubile, domestica | - Jules Lapie, detto Jambe-de-Bois (gambadilegno), contabile in pensione, celibe, vittima - Jacques Pétillon, suo nipote, 19 anni, sassofonista nel quartiere di Pigalle - Albert Babeau, ex carcerato |
| L'Inspecteur Cadavre (1944)                  | - Maigret e la ragazza di provincia - L'ispettore Cadavre                                                                                          | Saint-Aubin-les-Marais (presso Niort)                                                                            | Albert Retailleau, contabile al caseificio del paese, 20 anni, celibe, vittima | - Cavre, detto Cadavre, già ispettore della polizia giudiziaria, ora ha un'agenzia privata di investigazioni - Étienne Naud, età matura, ricco proprietario terriero, allevatore di bestiame - Louise Naud, sua moglie - Geneviève Naud, 20 anni, loro figlia, amante di Albert - Alban Groult-Cotelle, amico di Étienne Naud, circa 40 anni, gentiluomo di campagna - Louis Fillou, amico della vittima |
| La Pipe de Maigret (1947)                    | - La pipa di Maigret | Parigi, Charenton-le-Pont, Chelles                                                                               | Mme Leroy, vedova | - Joseph Leroy, 17 anni, suo figlio - Mathilde, fidanzata di Joseph - Stéphane Bleustein, commesso viaggiatore, trafficante di diamanti, vittima - Nicolas, ex detenuto - Ispettore Lucas |
| Maigret se fâche (1947)                      | - La collera di Maigret - La furia di Maigret | Orsenne (nei pressi di Seine-Port), Parigi, Meung-sur-Loire                                                      | Bernadette Amorelle, 81 anni, vedova, due figli e tre nipoti, azionaria della ditta Amorelle et Campois, fondata dal marito                                                                                  | - Ernest Malik, genero di Bernadette - Laurence Malik, nata Amorelle, moglie di Ernest, primogenita di Bernadette - Georges-Henri Malik, 16 anni, figlio di Ernest e Laurence - Charles Malik, fratello di Ernest, genero di Bernadette - Aimée Malik, nata Amorelle, sposa di Charles, figlia minore di Bernadette, amante di Ernest - Monita Malik, 17 anni, ufficialmente figlia di Charles e Aimée (in realtà nata dalla relazione con Ernest), vittima - Georges-Henry Malik, 16 anni, figlio di Ernest e Laurence - Jean-Claude Malik, 19 o 20 anni, suo fratello - Désiré Campois, 77 anni, fondatore con il marito defunto di Bernadette della ditta Amorelle et Campois - Roger Campois, 22 anni, suo figlio, suicida |
| Maigret à New York (1947)                    | - Maigret a Nuova York - Maigret a New York | Meung-sur-Loire, New York                                                                                        | Joachim Maura, detto John Maura o Little John, circa 50 anni, francese naturalizzato statunitense, uomo d'affari, divorziato, due figli                                                                      | - Jean Maura, 19 anni, studente francese, figlio di John - Jos Mac Gill, 28 anni, statunitense, figlio naturale di John e suo segretario - Capitaine Michael O'Brien, poliziotto FBI - Jim Parson, giornalista - Ronald Dexter, ex-clown, detective privato - Joseph Daumale, clarinettista, amico di John - Jessie Dewey, amica di John e Joseph - Angelino Giacomi, sarto newyorkese, d'origine napoletana |
| Le Témoignage de l'enfant de chœur (1947)    | - Non sculacciate i chierichetti - La testimonianza del chierichetto                                                                               | In provincia (non specificato dove, ma c'è una rue Sainte-Catherine, che fa pensare a Bordeaux)                  | Justin, 12 anni, chierichetto | - Il giudice, magistrato in pensione - Frankelstein, mercante di gioielli - Besson, Thiberge e Vallin, tre ispettori locali - Mme Maigret |
| Le Client le plus obstiné du monde (1947)    | - L'uomo che attendeva qualcuno - Vi presento Maigret ubriaco - Il cliente più ostinato del mondo - L'uomo più ostinato di Parigi                  | Parigi (intorno a Boulevard Saint-Germain), Juvisy-sur-Orge                                                      | Raymond Auger, cliente del bar all'angolo | - Joseph, cameriere - Ispettore Janvier - Ernest Combarieu, vittima - Isabelle Auger, moglie di Raymond - Marthe Auger, sorella gemella di Isabelle ed ex-moglie di Ernest, morta due anni prima |
| Maigret et l'Inspecteur Malgracieux (1947)   | - Questa notte a Parigi - L'ispettore bilioso - L'ispettore sgarbato - Maigret e l'ispettore scontroso - Maigret e l'ispettore Scorbutico          | Parigi (XVIII arrondissement)                                                                                    | Ispettore Lognon, detto dai colleghi Malgracieux | - Michel Goldfinger, 38 anni, mercante di diamanti, vittima - Mathilde Goldfinger, sua moglie - Eva, dattilografa, sorella di Mathilde - Gastinne-Renette, consulente balistico |
| On ne tue pas les pauvres types (1947)       | - Non si uccidono i poveri diavoli - Nessuno ammazza un poveraccio                                                                                 | XVII arrondissement di Parigi                                                                                    | Maurice Tremblet, 48 anni, cassiere in una merceria, noto anche come Charles, vittima | - Juliette Tremblet, circa 45 anni, moglie della vittima - Francine Tremblet, 17 anni, loro figlia maggiore (ha una sorella e tre fratelli) - Théodore Jussiaume, padrone di un negozio di volatili - Olga-Jeanne-Marie Poissonneau, 29 anni, amante di Maurice - Théodore Ballard, collega di Maurice |
| Les Vacances de Maigret (1948)               | - Le vacanze di Maigret | Les Sables-d'Olonne                                                                                              | Philippe Bellamy, 45-50 anni, neurologo, sposato senza figli | - Odette Bellamy, 25 anni, moglie di Philippe - Hélène Godreau detta Lili, 19 anni, sorella di Odette - Émile Duffieux, 19 anni, giornalista, amante di Odette, vittima - Lucile Duffieux, 14 anni, sorella di Émile, seconda vittima - Marthe Duffieux, loro madre - Mme Maigret |
| Maigret et son mort (1948)                   | - Ben tornato, Maigret - Il morto di Maigret | Parigi | Albert Rochain, circa 30 anni, conduttore di bistrot, sposato, vittima | - Jean Bronsky, 35 anni, ceco, laureato a Vienna, abita a Parigi, si dichiara regista, capo di un gruppo di banditi - Maria, slovacca, in attesa e poi madre di un bimbo - Victor Poliensky, ceco, operaio, vittima - Serge Madok, ceco, bandito - Carl Lipschitz, boemo, bandito - Ispettore Émile Chevrier - Ispettore Janvier - Ispettore Lucas - Ispettore Colombani, corso - Il giudice Corméliau |
| La Première Enquête de Maigret (1913) (1949) | - La prima inchiesta di Maigret | Parigi (Place Charles-de-Gaulle e commissariato di quartiere del IX arrondissement)                              | Jules Maigret, 26 anni, segretario al commissariato | - Justin Minard, giovane flautista - Richard Gendreau-Balthazar, circa 30 anni, direttore dei Cafés Balthazar - Lise Gendreau-Balthazar, 20 anni, sua sorella - Félicien Gendreau, padre di Richard e Lise - Bob, conte d'Anseval, impoverito, vittima - Dédé, garagista, amico di Bob - Maxime Le Bret, commissario, capo di Maigret, amico dei Gendreau-Balthazar - Louis Viaud, 56 anni, capo cameriere - Germaine Baboeuf, cameriera - Barodet, capo ispettore, ammirato da Maigret |
| Mon ami Maigret (1949)                       | - Il mio amico Maigret | Parigi (quai des Orfèvres), Porquerolles                                                                         | Marcel Pacaud, detto Marcellin, circa 50 anni, ex-condannato, vive di espedienti, vittima | - Ispettore Pyke, 35-40 anni, ispettore di Scotland Yard - M. Émile, 65 anni, sfruttatore, tenutario (con sua madre Justine, 79 anni) di un bordello in Costa Azzurra - Ginette, 45-50 anni, bretone, ex-amante di Pacaud - Ellen Wilcox, inglese, vive su un'imbarcazione al largo di Porquerolles - Philippe de Moricourt, circa 30 anni, segretario e amante di Mrs. Wilcox - Jef de Greef, 24 anni, olandese, pittore figlio di magistrato - Anna Bebelmans, 18 annu, belga, amante di De Greef |
| Maigret chez le coroner (1949)               | - Maigret dal giudice - Maigret va dal coroner | Tucson e il vicino deserto in Arizona                                                                            | Bessy Mitchell, 17 anni, originaria del Kansas, divorziata, amante di Ward e di altri, vittima | - Sergent Ward, meccanico, sposato, due figli - Sergent Ted O'Neil, celibe - Sergent Jimmy Van Fleet, detto Pinky, celibe - Sergent Dan Mullins, celibe - Caporal Wo Lee, d'origine cinese (questi cinque militari sono tra i 18 e i 23 anni e lavorano alla base militare di Davis Mountains) - Harry Cole, agente FBI, presso il quale è ospite Maigret - Tony Lacour, musicista |
| Maigret et la Vieille Dame (1950)            | - Maigret e la vecchia signora | Étretat | Valentine Besson, 62 anni, vedova del farmacista Ferdinand Besson, una figlia e due figliastri | - Arlette Sudre, figlia di un primo matrimonio di Valentine, moglie di Julien Sudre, dentista parigino - Charles Besson, figlio di un primo matrimonio di Ferdinand, deputato, quattro figli - Théo Besson, fratello di Charles - Rose Trochu, 23 anni, figlia di un pescatore di Yport, domestica - Henri Trochu, pescatore, fratello di Rose, seconda vittima - Ispettore Castaing, di Le Havre |
| L'Amie de Madame Maigret (1950)              | - L'amica della signora Maigret | Parigi, Concarneau, Lagny                                                                                        | Frans Steuvels, 45 anni, fiammingo, rilegatore, sposato, senza figli | - Mme Maigret - Fernande, 36 anni, moglie di Steuvels - Alfred Moss, 40 anni, in realtà si chiama Peeters ed è fratello di Steuvels, già acrobata di circo - Philippe Liotard, 30 anni, avvocato di Steuvels - Gloria Lotti, dama di compagnia della contessa Panetti, una ricca vedova scomparsa da poco - Krynker, genero della contessa, vittima - Ispettore Lapointe, al suo debutto - Schwartz, noto anche come Levine o Sarkistian, delinquente |
| Les Mémoires de Maigret (1951)               | - Le memorie di Maigret | Campagna intorno a Moulins (Allier), Nantes, Parigi                                                              | Jules Maigret, commissario in pensione sposato, una figlia morta piccola | - Louise Léonard, poi Mme Maigret, moglie del commissario - Geraldine Léonard, sua madre - Anselme Léonard, suo padre - Ispettore Dufour, ex capo di Maigret - Évariste Maigret, padre del commissario - madre di Maigret, senza nome, morta quando il commissario aveva 8 anni - Victor Gadelle, amico del padre di Maigret - Félix Jubert, vecchio amico di Maigret giovane - Georges Sim, romanziere |
| Un Noël de Maigret (1951)                    | - Un Natale di Maigret | Parigi | Loraine Martin, 33 anni, vicina di casa dei Maigret, sposata a Jean Martin, in viaggio | - Mlle Doncoeur, 45-50 anni, altra vicina - Colette, 7 anni, nipote di Loraine, figlia del fratello Paul Martin - Ispettore Lucas - Ispettore Torrence - Lorilleux, circa 50 anni, ex-datore di lavoro ed ex-amante di Loraine |
| Maigret au Picratt's (1951)                  | - Maigret al night-club - Maigret al Picratt's | Parigi (quartieri di Pigalle e Montmartre)                                                                       | Anne-Marie Trochain, alias Jeanne Leleu o Arlette, circa 20 anni, spogliarellista, nubile, vittima | - Ispettore Albert Lapointe - contessa Von Farnheim, nata Madeleine Lalande, 49 anni, seconda vittima - Oscar Bonvoisin, circa 50 anni, ex-autista, ricattatore - Fred Alfonsi, circa 50 anni, padrone del Picratt's - Philippe Mortemart, 28 anni, figlio di un professore dell'università di Nancy |
| Maigret en meublé (1951)                     | - Maigret e l'affittacamere | V arrondissement di Parigi                                                                                       | Françoise Boursicault, nata Binet, 48 anni, sposata senza figli, senza professione | - Mlle Clément, circa 40 anni, proprietaria dell'appartamento - Émile Paulus, 19 anni, giovinastro - Ispettore Albert Janvier - Julien Foucrier, 44 anni, amante di Françoise |
| Maigret et la Grande Perche (1951)           | - Maigret e la spilungona - Maigret e la Stangona                                                                                                  | Parigi, Neuilly-sur-Seine                                                                                        | Guillaume Serre, dentista, circa 50 anni, vedovo | - Maria Serre, nata Van Aerts, 49 anni, olandese, seconda moglie di Serre, vittima - Mme Serre, 76 anni, madre di Guillaume - Ernestine Jussiaume, nata Micou, detta la "Grande Perche" (spilungona), vecchia prostituta - Alfred Jussiaume, detto "le Triste" (il triste), suo marito, scassinatore |
| Maigret, Lognon et les Gangsters (1952)      | - Maigret e i gangsters - Maigret e l'ispettore Lognon - Maigret, Lognon e i gangsters                                                             | Parigi, Maisons-Laffitte                                                                                         | Ispettore Lognon, detto "Malgracieux", 47 anni, sposato, senza figli | - Tony Cicero, assassino statunitense - Charles Cinaglia, assassino statunitense - Joe Mascarelli, detto "Sloppy", statunitense, vittima - Bill Larnerm detto "Sweet", statunitense, truffatore - Harry Pills, statunitense, assistente procuratore distrettuale a Saint Louis (Missouri) - Jimmy MacDonald, amico di Maigret all'FBI |
| Le Revolver de Maigret (1952)                | - La rivoltella di Maigret | XI arrondissement di Parigi, Neuilly-sur-Seine, Londra                                                           | Alain Lagrange, 19 anni, celibe, senza professione | - François Lagrange, detto "Bebé Cadum", circa 50 anni, padre di Alain - Jeanne Debul, 49 anni, ricattatrice, ex-amante di François Lagrange - Dottor Pardon, amico dei coniugi Maigret e medico di François Lagrange |
| Maigret et l'Homme du banc (1953)            | - Le due pipe di Maigret - Maigret e l'uomo della panchina                                                                                         | Parigi, Juvisy-sur-Orge                                                                                          | Louis Thouret, circa 50 anni, ex-magazziniere, sposato, una figlia, vittima | - Émilie Thouret, moglie di Louis - Monique Thouret, 22 anni, loro figlia, impiegata - Albert Jorisse, 19 anni, fidanzato di Monique - Jef Schramek, detto "Fred le Clown", 63 anni, scassinatore - Mariette Gibon, circa 50 anni, locataria di Thouret - Marco, circa 30 anni, amante di Mariette Gibon |
| Maigret a peur (1953)                        | - Maigret ha paura | Fontenay-le-Comte                                                                                                | Alain Vernoux de Courçon, 36 anni, medico che non esercita, sposato senza figli, suicida | - Hubert Vernoux, poi diventato Vernoux de Courçon dopo il matrimonio, 67 anni, sposato, padre di Alain - Robert de Courçon, 73 anni, cognato di Hubert, celibe, prima vittima - Julien Chabot, circa 60 anni, amico di Maigret, giudice istruttore - Louise Sabati, 22 anni, amante di Alain - Émile Chalus, maestro di scuola |
| Maigret se trompe (1953)                     | - Maigret si sbaglia | Parigi (XVII e XVIII arrondissement                                                                              | Étienne Gouin, 62 anni, professore di chirurgia all'università sposato, senza figli | - Germaine Gouin, nata Ollivier, 45 anni, moglie del professore, già infermiera - Antoinette Ollivier, 50 anni, sorella di Germaine, bibliotecaria - Pierre Eyraud, detto "Pierrot", 29 anni, musicista di musette - Louise Filon, detta "Lulu", 26 anni, amante di Gouin e di Eyraud, 26 anni, ex-prostituta, vittima - Lucile Decaux, 36 anni, assistente di Gouin - Désirée Brault, 50-60 anni, domestica, vecchia conoscenza della polizia |
| Maigret à l'école (1954)                     | - Maigret ha un dubbio - Maigret a scuola | Parigi, Saint-André-sur-Mer (vicino a La Rochelle)                                                               | Marcel Sellier, Jean-Paul Gastin e Joseph Rateau, scolari di circa 12 anni | - Léonie Birard, 66 anni, postina in pensione, nubile, vittima - Joseph Gastin, maestro di scuola e segretario del sindaco, sposato, un figlio (Jean-Paul) - Marcellin Rateau, macellaio, un figlio (Joseph) - Daniélou, tenente della gendarmeria - Thérèse, circa 30 anni, cameriera dell'hotel |
| Maigret et la Jeune Morte (1954)             | - Maigret e la giovane morta - Maigret e la ragazza morta                                                                                          | Parigi | Louise Laboine, 20 anni, nubile, senza professione, vittima | - Ispettore Lognon, dettp "Malgracieux" - Ispettore Janvier - Jeanne Santoni, detta Jeannine, nata Armenieu, 22 anni, sposa di Marco Santoni, rappresentante di vermouth italiano in Francia - Germaine Laboine, circa 60 anni, madre della vittima, vive a Monte Carlo dove è conosciuta come Lili - Julius Van Cram, olandese, padre di Louise, conosciuto anche con i nomi di Hans Ziegler, Ernst Marek, John Donley, Joey Hogan e Jean Lemke - Albert Falconi, barman corso, noto alla polizia - Mme Crêmieux, 65-70 anni, affittuaria |
| Maigret chez le ministre (1954)              | - Maigret è solo - Maigret e il ministro | Parigi | Auguste Point, circa 50 anni, ministro dei lavori pubblici, avvocato, sposato, una figlia | - Joseph Mascoulin, oltre 40 anni, uomo politico, direttore del "Globe" - Jules Piquemal, circa 45 anni, lavora all'École des Ponts - Eugène Benoît, ex poliziotto espulso dalla Sûreté, direttore e solo impiegato di una agenzia di polizia privata, ladro - Blanche Lamotte, segretaria del ministro - Ispettore Lucas - Jacques Fleury, capo di gabinetto dei lavori pubblici |
| Maigret et le Corps sans tête (1955)         | - Maigret e il corpo senza testa - Il corpo senza testa                                                                                            | Parigi (quartiere ai bordi del Canal Saint-Martin)                                                               | Aline Calas, nata de Boissancourt, 41 anni, tenutaria di un bistrot, sposata, una figlia ormai adulta | - Omer Calas, 47 anni, marito di Aline, gestore di bistrot, vittima - Lucette Calas, 24 anni, figlia di Aline e Omer, assistente all'ospedale Hôtel-Dieu (Parigi) - Dieudonné Pape, circa 50 anni, vedovo, amante di Aline - Antoine Cristin, 18 anni, garzone - Il giudice Coméliau - Notaio Canonge, circa 60 anni, pratica a Saint-André |
| Maigret tend un piège (1955)                 | - La trappola di Maigret | Parigi (Boulevard Saint-Germain e Montmartre)                                                                    | Marcel Monchin, 32 anni, architetto-decoratore, sposato senza figli | - Marthe Jusserand, 25 anni, donna assalita che si difende, testimone - Yvonne Moncin, moglie di Marcel - Mme Moncin, madre di Marcel |
| Un échec de Maigret (1956)                   | - Uno scacco di Maigret - Scacco a Maigret - Maigret prende un granchio                                                                            | Parigi | Ferdinand Fumal, età matura, uomo d'affari legato alla politica, sposato, senza figli, vittima | - Jeanne Fumal, nata Lentin, moglie di Ferdinand - Louise Bourges, circa 30 anni, segretaria di Ferdinand - Victor Ricou, maggiordomo di Ferdinand - Martine Gilloux, amante di Ferdinand - Émile Lentin, 52 anni, fratello di Jeanne, rovinato economicamente da Ferdinand - Ispettore Lapointe - Muriel Britt, turista inglese a Parigi |
| Maigret s'amuse (1957)                       | - Maigret si diverte | Parigi, Cannes, Concarneau                                                                                       | Philippe Jave, 44 anni, medico, sposato, una figlia di 3 anni | - Éveline Jave, nata Le Guérec, 28 anni, moglie di Philippe, vittima - Gilbert Négrel, 30 anni, medico, celibe, rimpiazza Philippe - Martine Chapuis, 24 anni, studentessa di medicina, fidanzata di Négrel - Antoinette Chauvet, 29 anni, amante di Philippe, figlia di Josépha Chauvet, cameriera dei Jave - Lassagne, giovane giornalista - Noël Chapuis, avvocato, padre di Martine, difensore di Négrel - Ispettore Albert Janvier |
| Maigret voyage (1957)                        | - Maigret viaggia - Maigret si mette in viaggio | Parigi, Orly, Monte Carlo, Losanna                                                                               | David Ward, 63 anni, inglese, colonnello e uomo d'affari, sposato tre volte, due figli, vittima | - John T. Arnold, inglese, amico e segretario personale di Ward - contessa Louise Palmieri, nata La Serte, 39 anni, francese divenuta italiana per matrimonio, divorziata due volte, amante di Ward - conte Marco Palmieri, Italiano, primo marito della contessa - Joseph Van Meulen, detto Jef, 65-70 anni, belga, proprietario di una fabbrica di prodotti chimici, secondo marito della contessa |
| Les Scrupules de Maigret (1958)              | - Gli scrupoli di Maigret | Parigi | Xavier Marton, circa 40 anni, sposato, senza figli, vittima | - Gisèle Marton, 43 anni, moglie di Xavier, socia e amante di Schwob - Jenny, circa 30 anni, sorella di Gisèle - Maurice Scwob, 49 anni, detto anche Harris, sposato, amante di Gisèle - Ispettore Lapointe |
| Maigret et les Témoins récalcitrants (1959)  | - Maigret e i testimoni recalcitranti - Maigret e i testimoni reticenti - I testimoni reticenti                                                    | Ivry-sur-Seine, VIII arrondissement di Parigi                                                                    | Paulette Lachaume, nata Zuber, circa 30 anni, sposata, senza figli, vive di rendita | - Léonard Lachaume, vedovo, direttore esecutivo della biscotteria Lachaume, vittima - Armand Lachaume, fratello di Léonard, marito di Paulette - Véronique Lachaume, 34 anni, sorella di Léonard e Armand, nubile - Félix Lachaume e sua moglie, genitori dei precedenti - Frédéric Zuberski, noto come Zuber, padre di Paulette, ricco mercante, morto 5 mesi fa - Angelot, giudice istruttore - Jacques Sainval, 44 anni, il cui vero nome è Arthur Baquet, fidanzato di Véronique, lavora in campo pubblicitario |
| Une confidence de Maigret (1959)             | - Una confidenza di Maigret - Maigret si confida                                                                                                   | Parigi, Fontenay-le-Comte                                                                                        | Adrien Josset, 40 anni, farmacista industriale, sposato, senza figli | - Christine Josset, 44 anni, nata Fontane, moglie di Josset, vittima - Annette Duché, 20 anni, segretaria e amante di Josset - Martin Duché, padre di Annette, capo della prefettura di Fontenay-le-Comte - Dr. Pardon, amico di Maigret - Mme Pardon, sua moglie - Mme Maigret - giudice Coméliau |
| Maigret aux assises (1960)                   | - Maigret alle Assise - Maigret in Corte d'Assise                                                                                                  | Parigi, Tolone, Celles                                                                                           | Gaston Meurant, 38 anni, corniciaio, sposato, senza figli | - Ginette Meurant, 27 anni, sua moglie, già entraîneuse di cabaret - Léontine Faverges, 62 anni, zia di Gaston, prima vittima - Cécile Perrin, 4 anni, ospite a pensione da Léontine, seconda vittima - Alfred Meurant, fratello di Gaston - Pierre Millard, detto Pierrot, 32 anni, amico di Alfred e amante di Ginette, terza vittima - Ispettore Lapointe |
| Maigret et les Vieillards (1960)             | - Maigret e gli aristocratici - Maigret e i vecchi signori                                                                                         | Parigi | conte Armand de Saint-Hilaire, 77 anni, ambasciatore in pensione, celibe, vittima | - principessa Isabelle de V…, detta Isi, 72 anni, figlia del duca di S…, moglie e poi vedova del principe Hubert - Jaquette Larrieu, 73 anni, governate del conte - Alain Mazeron, antiquario, nipote del conte, separato da sua moglie - principe Philippe de V…, 45 anni, figlio di Isabelle e Hubert - Joseph Moers, d'origine fiamminga, tecnico di laboratorio della polizia |
| Maigret et le Voleur paresseux (1961)        | - Maigret e il ladro pigro - Maigret e il ladro indolente                                                                                          | Parigi (per lo più tra IX e X arrondissement), Corbeil                                                           | Honoré Cuendet, 50 anni, svizzero valdese, vecchia conoscenza di Maigret, vittima | - Justine Cuendet, sua madre - Stuart Wilton, circa 70 anni, ricco inglese - Florence Lenoir, ex-moglie di Wilton che continua a portare il suo cognome, ballerina - figlio di Wilton, play-boy divorziato (quando scoprì che la moglie Lida, modella ungherese, era l'amante di suo padre) - Ispettore Aristide Fumel - giudice Cajou |
| Maigret et les Braves Gens (1962)            | - Maigret e la famiglia felice - Maigret e le persone perbene                                                                                      | Parigi (Montparnasse)                                                                                            | René Josselin, circa 65 anni, sposato, una figlia, vittima | - Francine Josselin, nata de Lancieux, 51 anni, sua moglie - Véronique Fabre, nata Josselin, figlia di René e Francine, sposata, due figli - Paul Fabre, marito di Véronique, pediatra - Philippe de Lancieux, 43 anni, fratello di Francine, seconda vittima |
| Maigret et le Client du samedi (1962)        | - Maigret e il cliente del sabato | Parigi (Montmartre)                                                                                              | Léonard Planchon, 36 anni, imprenditore di pittura edile, sposato, una figlia di 7 anni, vittima | - Renée Planchon, 27 anni, sua moglie - Roger Prou, 29 anni, pittore della ditta, amante di Renée |
| Maigret et le Clochard (1963)                | - Maigret e il vagabondo - Maigret e il barbone | Parigi (IV arrondissement e ospedale Hôtel-Dieu), lungo la Senna da Juziers a Mantes-la-Jolie                    | François Keller, 63 anni, già medico, diventato clochard, sposato, originario di Mulhouse, ha lasciato moglie e figlia da 22 anni, ha lavorato come Dr. Schweitzer in Gabon ed è tornato a Parigi da 15 anni | - Joseph Van Houtte, detto Jef, battelliere belga, proprietario della chiatta "Zwarte-Zwaan", sposato, una figlia - Anna Van Houtte, nata Willems, detta Anneke, moglie di Jef - Hubert Van Houtte, 22 anni, fratello di Jef - Mme Keller, 55 anni, moglie di François - Jacqueline Rousselet, nata Keller, 35 anni, figlia di François, sposata (con René), ha una figlia (Jeannot) |
| La Colère de Maigret (1963)                  | - Maigret e l'affare strip-tease - Maigret perde le staffe                                                                                         | Parigi (Pigalle)                                                                                                 | Émile Boulay, padrone di cabaret a Pigalle, sposato, due figli di 3 anni e 10 mesi, vittima | - Antonio Farano, italiano, cognato di Boulay, gestore di uno dei suoi locali, sposato - Marina Farano, circa 25 anni, moglie di Émile - Ada Farano, 22 anni, sorella di Marina, segretaria di Émile - Jean-Charles Gaillard, circa 45 anni, avvocato e consulente fiscale - Gaston Mauan, 20 anni, ladro di automobili - Louis Boubée, detto Mickey, buttafuori e informatore della polizia - Jules Raison, ragioniere di Émile - Ispettore Lucas - Ispettore Torrence |
| Maigret et le Fantôme (1964)                 | - Maigret e il fantasma | XVIII arrondissement di Parigi                                                                                   | Norris Jonker, 64 anni, olandese, collezionista d'opere d'arte, sposato, senza figli | - Ispettore Charles Lognon, detto "Malgracieux" - Marinette Augier, 25 anni, estetista - Mirella Jonker, 34 anni, moglie di Norris, originaria di Nizza, il suo vero nome è Marcelle Mailland, divorziata da Herbert Muir, industriale inglese, ex-amante di Stanley Hobson, ladro di gioielli - Federigo Palestri, 23 anni, pittore falsario di talento, vittima - Ed Gollan, 38 anni, americano, critico ed esperto d'arte, all'occorrenza truffatore - Mario de Lucia, delinquente collegato con Hobson |
| Maigret se défend (1964)                     | - Maigret sotto inchiesta - Maigret si difende | XVII arrondissement di Parigi                                                                                    | François Mélan, 38 anni, dentista, celibe | - Nicole Prieur, 17 anni, studentessa, nipote di un alto funzionario statale - Mlle Motte, assistente di Mélan - Manuel Palmari, circa 60 anni, ex-falsario, mafioso - Aline, 22 anni, amante di Palmari - Dr. Pardon, medico amico dei Maigret |
| La Patience de Maigret (1965)                | - La pazienza di Maigret | Parigi | Manuel Palmari, circa 60 anni, mafioso, all'occorrenza informatore, celibe, vittima | - Aline Bauche, 22 anni, amante di Palmari, già prostituta - Fernand Barillard, circa 40 anni, rappresentante di commercio, amante di Aline - Mina Claes, circa 30 anni, belga, moglie di Barillard - Victor Krulak, conosciuto come Jef Claes, anziano ebreo lettone, tagliatore di diamanti in Belgio, sordomuto - Jean-Loup Pernelle, proprietario di un locale (che una volta apparteneva a Palmari) - Ispettore Lapointe |
| Maigret et l'Affaire Nahour (1966)           | - Maigret e il libanese - Maigret e il caso Nahour                                                                                                 | Parigi, Amsterdam                                                                                                | Fouad Ouéni, 51 anni, libanese, segretario e factotum di Félix | - Félix Nahour, 42 anni, sposato, due figli, senza professione ufficiale, ma giocatore d'azzardo, vittima - Évelina Nahour, nata Wiemers, detta Lina, 27 anni, olandese, moglie di Félix, già miss di bellezza - Vicente Alvaredo, 26 anni, studente colombiano, amante di Lina - Louise Boudin, domestica di Félix - Nelly Velthuis, 24 anni, olandese, cameriera di Lina - Pierre Nahour, 47 anni, libanese, fratello di Félix, banchiere a Ginevra - Maurice Nahour, 75 anni, libanese, padre di Félix e Pierre, banchiere a Beirut - Dr. Pardon, amico medico di Maigret |
| Le Voleur de Maigret (1967)                  | - Maigret e il ladro - Il ladro di Maigret | Parigi (principalmente Grenelle)                                                                                 | François Ricain, detto Francis, 25 anni, giornalista, critico cinematografico, all'occasione dialoghista e per una volta borseggiatore, sposato, senza figli                                                 | - Sophie Ricain, nata Le Gal, 22 anni, proveniente da Concarneau, moglie di François, vittima - Walter Carus, circa 40 anni, metà turco e metà inglese, produttore cinematografico, amante di Sophie - Nora, 30 anni, convivente del produttore, ex-modella - Lecœur, detto Maki, scultore - Gérard Dramin, sceneggiatore - Jacques Huguet, 30 anni, fotografo, divorziato due volte, risposato (con Jocelyne, incinta) |
| Maigret à Vichy (1968)                       | - Maigret a Vichy | Vichy | Hélène Lange, 48 anni, vive di rendita, nubile, vittima | - Francine Lange, 40 anni, sorella di Hélène, parrucchiera a La Rochelle - Louis Pélardeau, circa 60 anni, ricco industriale - Désiré Lecœur, 48 anni, commissario di Clermont-Ferrand, già ispettore di Maigret |
| Maigret hésite (1968)                        | - Maigret esita - Maigret è prudente | VIII arrondissement di Parigi                                                                                    | Émile Parendonm 46 anni, avvocato specializzato in diritto marittimo internazionale, sposato, due figli | - Mme Parendon, nata Gassin de Beaulieu, circa 40 anni, moglie di Émile - Paulette Parendon, detta Bambi, 18 anni, loro figlia, studentessa di archeologia - Jacques Parendon, detto Gus, 15 anni, loro figlio, liceale, appassionato di elettronica - Antoinette Vague, circa 25 anni, segretaria di Émile Parendon, vittima - René Tortu, praticante legale - Julien Baud, svizzero valdese, giovane impiegato dello studio - Ferdinand Fauchois, maggiordomo |
| L'Ami d'enfance de Maigret (1968)            | - L'amico d'infanzia di Maigret | IX arrondissement di Parigi                                                                                      | Léon Florentin, 54 anni, passa per antiquario, celibe, amante di Joséphine Papet, vecchio compagno di scuola di Maigret                                                                                      | - Joséphine Papet, detta Josée, 34 anni, nubile, vittima - François Paré, 55 anni, funzionario ministeriale di Versailles, tre figli sposati - Fernand Courcel, 42 anni, affarista di Rouen, sposato, senza figli - Victor Lamotte, detto "boiteux", circa 60 anni, commerciante di vino, tre figli sposati - Jean-Luc Bodart, detto "rouquin", circa 30 anni, agente assicurativo, celibe - Mme Blanc, portinaia |
| Maigret et le Tueur (1969)                   | - Maigret e il capellone imprudente - Maigret e l'omicida di rue Popincourt                                                                        | Parigi (soprattutto l'Île Saint-Louis), Jouy-en-Josas                                                            | Robert Bureau, circa 30 anni, impiegato di una compagnia d'assicurazioni, celibe, proviene da Saint-Amand-Montrond                                                                                           | - Antoine Batille, 21 anni, studente, vittima - Gérard Batille, circa 40 anni, padre di Antoine, proprietario della profumeria Mylène - Monique Batille, 18 anni, studentessa, sorella di Antoine - Julien Mila, capo di una banda di ladri - Émile Branchu, membro della banda - Gino Pagliati, napoletano, paziente del Dr. Pardon - Mauricette Gallois, ex-fidanzata di Antoine |
| Maigret et le Marchand de vin (1970)         | - Maigret e il commerciante di vini - Maigret e il produttore di vino                                                                              | Parigi | Oscar Chabut, circa 45 anni, commerciante dell'azienda "Vin des Moines", sposato, senza figli, vittima | - Jeanne Chabut, circa 40 anni, sua moglie - Désiré Chabut, 73 anni, suo padre - Anne-Marie Boutin, detta "sauterelle" (cavalletta), 21 anni, segretaria di Oscar - Gilbert Pigou, 44 anni, ex-contabile di Oscar - Liliane Pigou, sua moglie - Théo Stiernet, giovane delinquente - Ispettore Lucas |
| La Folle de Maigret (1970)                   | - Maigret e la vecchia pazza - La pazza di Maigret                                                                                                 | Parigi, Tolone                                                                                                   | Léontine Antoine de Caramé, "folle de Maigret", 86 anni, vedova, sena professione, vittima | - Angèle Louette, 56 anni, nipote di Léontine, massaggiatrice, madre di un figlio senza padre - Billy Louette, 25 anni, chitarrista, figlio di Angèle - Marcel Montrond, detto "le Grand Marcel", 35 anni, barista, conosciuto nell'ambiente di polizia, amante di Angèle - Ispettore Lapointe - Marella, sovrintendente di polizia a Tolone, nato a Nizza - Giovanni Pepito, delinquente che opera tra Mentone e Marsiglia |
| Maigret et l'Homme tout seul (1971)          | - Maigret e l'uomo solo - Maigret e l'uomo solitario                                                                                               | Parigi, La Baule-Escoublac                                                                                       | Marcel Vivien, circa 55 anni, ebanista divenuto clochard e detto "il muto" o "l'aristocratico", sposato, una figlia, vittima                                                                                 | - Louis Mahossier, circa 50 anni, pittore a Montmartre - Gabrielle Vivien, sarta, moglie separata di Marcel - Odette Delaveau, nata Vivien, 28 anni, figlia di Marcel e Gabrielle - Nina Lassave, ex-amante di Marcel e di Mahossier, uccisa a 22 anni oltre 20 anni prima (nel 1946) |
| Maigret et l'Indicateur (1971)               | - Maigret e l'informatore | Parigi, Bandol                                                                                                   | Justin Crotton, detto "la Puce" (la pulce), circa 45 anni, butta-dentro di cabaret e una specie di magnaccia, all'occorrenza informatore della polizia, celibe                                               | - Maurice Marcia, 62 anni, ristoratore, capo della "gang des châteaux" (banda dei castelli), vittima - Line Marcia, nata Polin, circa 30 anni, moglie di Maurice, ex-ballerina ed entraîneuse - Manuel Mori, 32 anni, amante di Line, importatore di frutta e legumi, teppista - Joseph Mori, detto Jo, 29 anni, fratello di Manuel, importatore di frutta e legumi, teppista - Ispettore Louis, detto "le Veuf" (il vedovo), circa 45 anni - Blanche Pigoud, circa 25 anni, amante di Justin Crotton, entraîneuse |
| Maigret et Monsieur Charles (1972)           | - Maigret e il signor Charles | Parigi (principalmente il Boulevard Saint-Germain e l'Avenue des Champs-Élysées)                                 | Nathalie Sabin-Levesque, nata Frassier, una volta nota come Trika, circa 45 anni, senza professione, sposata, senza figli                                                                                    | - Gérard Sabin-Levesque, alias Monsieur Charles, 48 anni, marito di Nathalie, notaio, vittima - Jo Fazio, amante di Nathalie, circa 30 anni, ex-magnaccia, ex-barista, gigolò, seconda vittima |